# 春望

『春望』全文

『春望』（しゅんぼう）は、唐の詩人・杜甫が安史の乱のさなかの757年（至徳二戴）春に長安で詠んだ五言律詩。冒頭の「国破れて山河在り」という句でつとに有名で、杜甫の代表作であるのみならず、日本で最もよく知られた漢詩の一つである。
同名の漢詩は多くあり、よく知られたものに明代の文学者・楊慎が詠んだ『春望』がある。

## 本文
| 春望  | 春望       | 春望                                                                          | 春望                                             |
| 聯    | 原文       | 読み下し                                                                      | 現代語訳                                         |
| ----- | ---------- | ----------------------------------------------------------------------------- | ------------------------------------------------ |
| 首 聯 | 國破山河在 | 國破れて 山河在り くにやぶれて さんがあり                                     | 国は打ち砕かれても山や川はもとのまま。           |
| 首 聯 | 城春草木深 | 城春にして 草木深し しろはるにして そうもくふかし                             | 町は春になり草木が茂る。                         |
| 頷 聯 | 感時花濺淚 | 時に感じては 花にも涙を濺ぎ ときにかんじては はなにもなみだをそそぎ           | 時世に胸が塞がって花を見ても涙がこぼれ、         |
| 頷 聯 | 恨別鳥驚心 | 別れを恨んでは 鳥にも心を驚かす わかれをうらんでは とりにもこころをおどろかす | 別離を悲しんで鳥の囀（さえず）りにも心は乱れる。 |
| 頚 聯 | 烽火連三月 | 烽火 三月に連なり ほうか さんがつにつらなり                                   | 戦（いくさ）ののろしは春三月になっても途切れず、 |
| 頚 聯 | 家書抵萬金 | 家書 萬金に抵る かしょ ばんきんにあたる                                       | 家からの便りは万金にも値する。                   |
| 尾 聯 | 白頭掻更短 | 白頭 掻けば更に短く はくとう かけばさらにみじかく                             | 白い髪は掻くほどに少なくなり、                   |
| 尾 聯 | 渾欲不勝簪 | 渾て簪に勝えざらんと欲す すべてしんにたえざらんとほっす                       | まったく簪も挿せそうにない。                     |

平声の「深」「心」「金」「簪」で押韻する。

## 解釈
題の『春望』は「春の眺め」と解される。
詩では、戦禍に翻弄される祖国・家族・自分の行く末に暗澹とする心情が、本来楽しかるべき春の陽光や花鳥とは裏腹に対比される形でうたわれている。戦乱で家族と離散した悲しみを核としつつ、官僚として国の存亡を憂うる社会性も備えた作品になっている。
冒頭の二句（首聯）は特に名高い。自然に秩序があるように社会にも秩序がなければならない、という自然と人間の融和は杜甫の生涯を貫くテーマであり、泰然とした自然と浅ましく乱れた社会という齟齬を目の当たりにした慨嘆が首聯で端的に示されている。
首聯
- 「国」 - 「祖国」[10]もしくは「国都長安」[8]と解しうる。晋の劉琨が八王の乱の折に記した『盧諶に答ふる詩一首ならびに書』に「国破れて家亡び…」というくだりが見られる[7]。
- 「山河在」 - 山河が常と変わらずどっしり存在していることを述べることで[7]、それ以外のものが破壊され変わり果てたことを暗示している[8]。
- 「城」 - 城壁に囲まれた長安城市[4]。
- 「春」 - これは春になるという動詞であり[7]、人の世がいかに荒廃しようが関係なく自然界の春はいつも通り巡ってくるということ[11]。
- 「草木深」 - 「山河在」と同様、かつては都の人の賑わいがあったことを暗示する[8]。北宋の司馬光は、「山河在」は山河以外に何もないこと、「草木深」は人間がいないことを示すとしている[11]。

頷聯
- 「時」 - 六朝の用例では季節や年齢を意味するが[7]、ここでは時世の政治情勢を指す[7]。次句の「別」と共に、頚聯の「烽火」と「家書」の句を起こす[12]。
- 「花」「鳥」 - 花鳥草木の無心さと人間の有情の対比表現として[12]、「平素なら心を和ませる花や鳥であるのに、今の境遇ではむしろ私の心を悲しませる」とする解釈が一般的である[13]。しかし花と鳥を補格でなく主格にし「花も涙を濺ぎ、鳥も心を驚かす」とする解釈もあり（吉川幸次郎など[7]）、謡曲『俊寛』に既にその読み方が見られる[12]。元々これは両義的にとり得る表現で、中国人の間でも二説に分かれる[4]。
- 「驚心」 - 鳥の羽音もしくは鳴き声に賊兵の気配を感じはっとする、とも解しうる[14]。

頚聯
- 「烽火」 - 高い山に掲げて[14]敵襲や急変など[8]軍事の緊急連絡を味方に知らせる狼煙[7]。「烽燧」（ほうすい）という場合、「烽」は火で知らせる夜の狼煙、「燧」は煙で知らせる昼の狼煙を指す[8]。
- 「三月」 - 「陰暦三月」（さんがつ）あるいは「三か月間」（さんげつ）いずれとも解し得るもので[15]、古くから両説ある[7]。三は不特定多数を示す常用語であり、漠然と「長い間」とする説もある[9]。なお杜甫はこの4月に長安からの脱出を果たしている[13]。
- 「家書」 - 家族、特に幼子たちを抱えて鄜州の羌村に疎開した妻からの無事を知らせる便りのこと[10][3]。
- 「万金」 - 千や万は多数・多量を示す常用語で[9]、莫大な金額を示すことで切迫した心境を表現している[8]。

尾聯
- 「白頭」 - 本来ならば「白髪」としなければ意味として「短」に合わないが、平仄（ひょうそく）[† 1]の都合で強引に「頭」を当てたようである[2]。杜甫の詩に俗句はあれど「此の白頭掻更短は最俗句なり」と古くから難じられている[2]。
- 「掻」 - 頭を掻く仕草は、中国では悩みや困惑を指すものとして定着しており[11]、これは『詩経』邶風・静女の詩「首を掻きて踟躕（ちちゅ）す」（恋人に会えない男が頭を掻いてうろうろする）に由来する[11]。
- 「短」 - 髪が薄くなった様を指す言葉として古くから使われる[4]。
- 「渾」 - 未整理のまま一切を投げ出すようなニュアンスを持つ[7]。次の「欲不勝簪」全体にかかる[9]。
- 「簪」 - かんざしは、男が冠を被る際、外側から髷に挿して固定するためのもの[12]。当時、成人男性が冠をつけずに人前に出るのは恥とされており、冠を被れなくなることは、一人前の男として世のためにも家族のためにも役立たなくなるという含意を持つ[10]。同様の表現は南朝宋の鮑照が記した『行路難に擬す十八首』其の十六の「白髪零落して冠に勝へず」で既に見られる[7][8]。簪が留める冠は、官僚としての務めを象徴しているとも解しうる[4]。

### 構成
律詩の約束事として頷聯と頚聯がそれぞれ対句となっているのは当然として、この作品は首聯も対句になっているのが特徴的である。しかも第一句が逆説（国は破れた、しかし…）、第二句が順接というねじれた構造になっており、対句の効果を高めている。
また頷聯・頚聯・尾聯は以下のように公／私の対をより合わせるように構成されている。
- 頷聯 - 【公】時世に対する嘆き ／ 【私】親しい者との別れ
- 頚聯 - 【公】止まない戦禍 ／ 【私】家族から手紙が来ない
- 尾聯 - 【私】自分の肉体の衰え ／ 【公】もう宮仕えできそうにない

かように対立・対比を各所へ緻密に織り込みながら、全体として流麗さを失ってはいない。
加えてこの作品の特徴として、視野の大から小への収斂という点が挙げられる。前半ではまず大きく祖国全体から歌い起こし、その国都長安、その市内の花と鳥、と視点が移ってゆく。
後半も、戦争という社会動乱から、家族、杜甫個人へと視点が移り、その白髪頭から最後は小さな簪へと一点に収束して終わる。世の中と個人を同じ視野に収めて憂うるという杜甫の作風が典型的に表れている。

## 制作
苦労した求職活動がようやく実を結び、杜甫は755年（天宝14載）に右衛率府冑曹参軍（長安の武器庫の係長）という官職にありついたが、それを知らせに奉先県の家族の元へ赴いていた11月に、安禄山が幽州范陽で兵を挙げ、いわゆる安史の乱が始まった。南下した20万の反乱軍は12月に洛陽を陥とし、翌756年（至徳元載）6月に長安へ入城した。その間の杜甫の足取りは明確ではないが、5月には親族の崔氏が県令を務める白水県へ家族を連れて逃げている。しかしここも乱の兆しが迫ったため、多くの避難民と共に蘆子関を目指してさらに洛河沿いを北上し、ひとまず途中の鄜州の羌村（きょうそん）に家族と共に落ち着いた。玄宗は既に蜀郡（四川）の成都に逃れ、後を継いだ粛宗も西のかた遠く霊武に行在所を置いていた。杜甫は妻子と別れ、蘆子関を経由して粛宗の元へ馳せ参じようと単身旅立ったが、不運にも反乱軍に捕らえられ、長安に送還されてそこで秋頃から軟禁される羽目になった。とはいえ洛陽に連行された高官の王維や鄭虔とは違って、杜甫は取るに足らない微官だったため、城外にこそ出られないものの城内（東西9.7km、南北8.7km）をこっそり歩き回れる程度の自由はあったようで、年が明けて757年（至徳二戴）の春、城の外れに近い人家もまばらな一帯でこの詩は詠まれたとみられる。

## 評価
北宋の欧陽脩や司馬光は大衆向けの詩話で「杜詩の及ぶべからざる事は全く此処にある」と常に『春望』を引き合いに出して説明したため、人々も「かように高名な文人が揃って薦めるからには」となり、自ずと杜甫の作品を論じる際にはまず『春望』をひくという風潮が定まり、その名はことさら高まるところとなった。
特に、首聯はかねてより古今の絶唱と言われてきている。
『春望』は杜甫の他の作品に比べると凝った技巧が少なく全体に表現は平易であり、それも人口に膾炙した一因であろうと森槐南は述べている。

## 影響
『春望』は『唐詩選』にこそ採られていないものの日本では昔から親しまれてきた漢詩で、例えば芭蕉は『奥の細道』の「夏草や 兵どもが 夢の跡」の前書きで奥州平泉の藤原泰衡の事績をひきながら次のように引用している。
首聯の「国破れて山河在り …」は太平洋戦争の敗戦時に新聞のコラムなどでよく引用され、戦地から帰還した復員兵の多くも、焦土となった日本の惨憺たる有様に同じような感慨を抱いたという。
現在でも日本人で「国破れて山河在り」という句を知らない者はまずいない。
大阪市を本社とする清涼飲料水メーカー日本サンガリアベバレッジカンパニーは、この詩の「山河あり」を社名の由来としている。1983年には「国破れてサンガリア」のフレーズを用いたCMを放映している。